# Nkong Melen
Pour les articles homonymes, voir Nkong et Melen (homonymie).
Nkong Melen est une localité de la région du Centre au Cameroun, localisée dans la commune de Nkolafamba et le département de la Méfou-et-Afamba.

## Population
En 1965, Nkong Melen comptait 107 habitants, principalement des Tsinga.
Lors du recensement de 2005, ce nombre s'élevait à 46.